# Tabar
Il tabar è un'ascia da battaglia tipica dell'India.
È di solito costruita interamente in metallo (generalmente acciaio), impugnatura inclusa, ed una lama fortemente curva, a mezzaluna, per meglio concentrare la forza del colpo su una superficie ridotta. A volte è presente una punta sulla parte opposta dalla lama, oppure in cima all'impugnatura, sopra la testa.
Alcuni modelli, più ornati e costosi, sono dotati di manico interamente o in parte vuoto, contenente un pugnale, che può essere estratto svitandolo. Questa era una caratteristica presente anche in altre armi indiane, ma di dubbia utilità in combattimento.

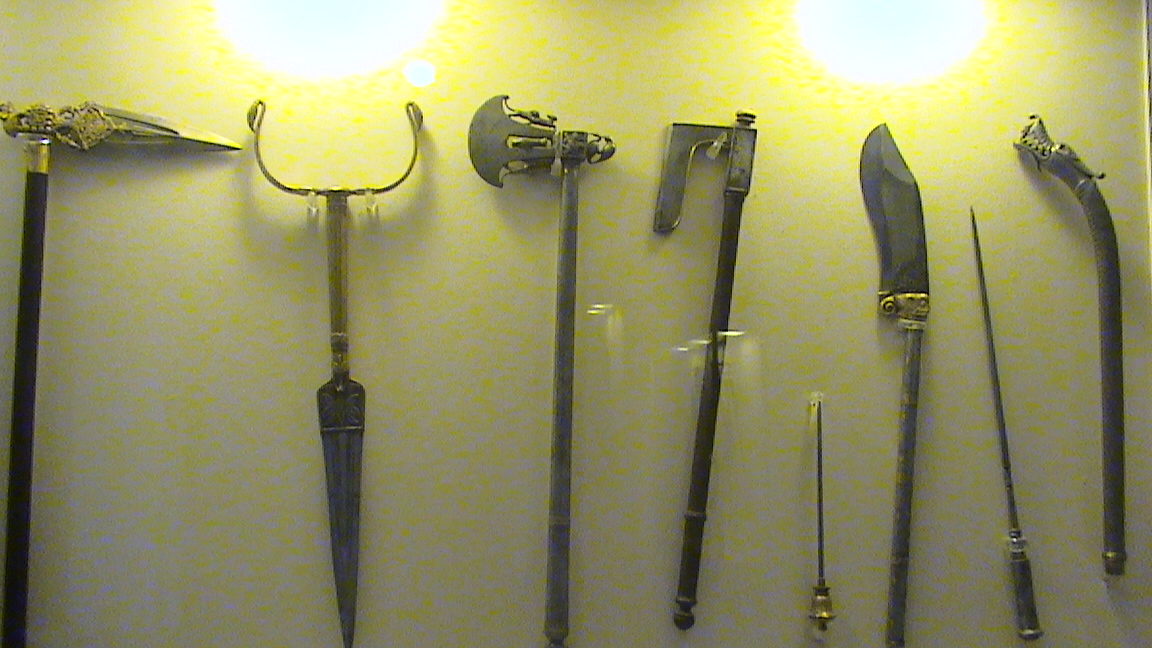
Serie di armi, da sinistra a destra: zaghnal (cioè un picco d'armi), pugnale, due tabar, un bhuj, ed una mazza. Notare i pugnali/punteruoli svitabili tra il tabar ed il bhuj e tra il buhj e la mazza